# Operation: Doomsday
Albums de MF DOOM
Take Me to Your Leader
(2003)
Operation: Doomsday est le premier album studio de MF DOOM, sorti le 20 avril 1999.
Sorti une première fois en 1999, puis remastérisé en 2001, cet album sonne le glas de la revanche de Daniel Dumile contre l'industrie du disque « qui a ruiné sa vie ». En effet, après la mort de son frère, DJ Subroc, avec qui il composait le groupe KMD, leur maison de disques Elektra Records, a refusé de publier leur album.

## Liste des titres
| No  | Titre                                                                              | Contient un (des) sample(s) de                                                         | Durée |
| --- | ---------------------------------------------------------------------------------- | -------------------------------------------------------------------------------------- | ----- |
| 1.  | The Time We Faced Doom (Skit)                                                      | No Stranger to Love / Want You de Roy Ayers                                            | 2:04  |
| 2.  | Doomsday                                                                           | Kiss of Life de Sade Poetry des Boogie Down Productions                                | 4:58  |
| 3.  | Rhymes Like Dimes (featuring Cucumber Slice)                                       | One Hundred Ways de Quincy Jones featuring James Ingram                                | 4:18  |
| 4.  | The Finest (featuring Tommy Gunn)                                                  | The Finest du S.O.S. Band et Alexander O'Neal Won't Bleed Me de Melvin Van Peebles     | 4:01  |
| 5.  | Back in the Days (Skit)                                                            |                                                                                        | 0:45  |
| 6.  | Go with the Flow                                                                   | Ain't No Price on Happiness des Spinners Truly Yours de Kool G Rap et DJ Polo          | 3:36  |
| 7.  | Tick, Tick… (featuring MF Grimm)                                                   | Glass Onion des Beatles                                                                | 4:04  |
| 8.  | Red and Gold (featuring King Geedorah)                                             | Shoot 'Em Up Movies de The Deele                                                       | 4:42  |
| 9.  | The Hands of Doom (Skit)                                                           | Got to Get a Knutt de The New Birth There Was a Time du Dee Felice Trio                | 1:50  |
| 10. | Who You Think I Am? (featuring X-Ray, Rodan, Megalon, K.D., King Geedorah et Kong) | Eastern Market de Yusef Lateef It's a New Day des Skull Snaps                          | 3:24  |
| 11. | Doom, Are You Awake? (Skit)                                                        |                                                                                        | 1:12  |
| 12. | Hey!                                                                               | The New Scooby-Doo Movies de Hoyt S. Curtin                                            | 3:46  |
| 13. | Operation: Greenbacks (featuring Megalon)                                          | Our Day Will Come d'Isaac Hayes I Need Your Lovin' de Teena Marie                      | 3:46  |
| 14. | The Mic                                                                            | All in the Name of Love d'Atlantic Starr Microphone Fiend d'Eric B. & Rakim            | 3:02  |
| 15. | The Mystery of Doom (Skit)                                                         |                                                                                        | 0:21  |
| 16. | Dead Bent                                                                          | Walk on By d'Isaac Hayes Always d'Atlantic Starr Super Hoe des Boogie Down Productions | 2:22  |
| 17. | Gas Drawls                                                                         | Black Cow de Steely Dan                                                                | 3:43  |
| 18. | ? (featuring Kurious)                                                              | Vykkii de l'Isaac Hayes Movement Catch the Beat de T-Ski Valley                        | 3:33  |
| 19. | Hero vs. Villain (featuring E. Mason)                                              | Come Dancing de Jeff Beck                                                              | 3:33  |